# Пандо Турунджев
Пандо Ташев Турунджев (Турунджов) е български революционер, деец на Вътрешната македоно-одринска революционна организация.

## Биография
Пандо Турунджев е роден около 1880 година в леринското село Екши Су, тогава в Османската империя. Негов брат е революционерът Александър Турунджев. Присъединява се към ВМОРО през 1898 година, покръстен от войводата Марко Лерински. Участва в четата на брат си в Илинденско-Преображенското въстание от юли 1903 година. Изпълнява терористични акции срещу шпионите в Айтос, предали брат му на турските власти през 1904 година. Включва се в четата на Дзоле Гергев и участва в сражението при Попадия против гръцката въоръжена пропаганда в района.
В 1912 година е затворен в битолската казарма от османските войски. Остава в града до 1916 година, а след загубата на града през Първата световна война се изтегля в България. Там членува в Илинденската организация. Живее във Варна до 1925 година, когато заминава отново за Битоля. Заловен е от сръбските власти и лежи в битолския затвор до 1928 година. Към 1943 година живее в Битоля със съпругата и двете си деца.
След освобождението на Вардарска Македония на 21 юни 1941 година по инициатива на Мицо Раманов, Пандо Турунджов, Ичо Краев от Екши Су, Методи Петров от Пътеле и Стоян Костов от Битоля е отслужена тържествена панихида в Горнооризарската църква в памет на Васил Липитков, при стечение на много хора от Битоля и селата.
На 12 март 1943 година подава молба за българска народна пенсия, която е одобрена и отпусната от Министерския съвет.